# Karya Bakti (Putri Hijau)
Karya Bakti is een bestuurslaag in het regentschap Bengkulu Utara van de provincie Bengkulu, Indonesië. Karya Bakti telt 1841 inwoners (volkstelling 2010).